# Создатели страха
«Создатели страха» (англ. The Fearmakers) — фильм нуар режиссёра Жака Турнёра, который вышел на экраны в 1958 году.
В основу фильма положен одноимённый роман Дарвина Тейлхета (англ. Darwin Teilhet), который был опубликован в 1945 году. Фильм рассказывает о ветеране Корейской войны Алане Итоне (Дэна Эндрюс), который провёл два года в заключении в китайской тюрьме для военнопленных. Он возвращается домой в Вашингтон, где был одним из партнёров в фирме по исследованию общественного мнения. Однако выясняется, что фирма продана другим людям, а его партнёр погиб в результате несчастного случая. Вскоре Алан понимает, что фирму захватили коммунистические лазутчики, которые намерены фальсифицировать итоги опросов общественного мнения, таким образом продвигая коммунистические организации к политической власти и влиянию в стране. Алан вступает с ними в борьбу, используя свои связи в Сенате США.
Практически все критики обратили внимание на ярко выраженный антикоммунистический характер картины, который отражал параноидальную атмосферу, которая царила в запуганном Красной угрозой американском обществе в 1950-е годы.

## Сюжет
Капитан армии США Алан Итон (Дэна Эндрюс) во время Корейской войны провёл два года в китайском лагере для военнопленных, где подвергался пыткам, в результате чего стал страдать сильными приступами головной боли и потери концентрации. После прохождения курса лечения доктор (Деннис Мур) выписывает его из армейского госпиталя, рекомендуя спокойный образ жизни где-нибудь в Калифорнии. Алан решает сначала съездить в родной Вашингтон, чтобы уладить дела в своей фирме по исследованию общественного мнения «Итон и Бейкер», где является одним из партнёров наряду с Кларком Бейкером.
Когда Алан приезжает в компанию «Итон и Бейкер», то с удивлением обнаруживает, что директорский кабинет занимает Джим Макгиннис (Дик Форан), который был нанят на работу перед самым уходом Алана в армию. Любезно пригласив Алана в свой кабинет, Джим сообщает, что приблизительно год назад Бейкер погиб, попав под машину. Незадолго до этого Бейкер, у которого была доверенность от Алана на ведение всех дел фирмы, продал её Джиму. Так как местонахождение Алана на тот момент было неизвестно, его никто не поставил в известность о сделке. Куда Бейкер дел вырученные за фирму деньги, Джиму неизвестно. Когда Алан пытается протестовать, что сделку провернули за его спиной, Джим заявляет, что всё сделано легально. По требованию Алана ему предъявляют договор купли-продажи фирмы, и он убеждается, что в нём действительно стоит подпись Бейкера. Джим говорит, что сохранил имя компании, которая имеет хорошую репутацию на рынке, после чего предлагает Алану работу в фирме в качестве консультанта. Успокоившись, Алан обещает подумать и уходит.
Алан направляется к своему другу и одному из бывших клиентов, сенатору Уолдеру (Рой Гордон), который прекратил сотрудничество с фирмой «Итон и Бейкер» после её продажи. В ресторане Уолдер рассказывает, что под руководством Макгинниса фирма заметно выросла, однако её деятельность приобрела подозрительный характер. Есть основания полагать, что она занимается подтасовками объективных данных социологических исследований в пропагандистских интересах. И, по мнению сенатора, Макгиннис хочет взять Алана на работу, чтобы прикрыть его добрым именем свои махинации. Алан говорит, что в таком случае готов отказаться от работы в фирме и уехать в Калифорнию. Однако Уолдер напротив просит его принять предложение Макгинниса, чтобы выяснить изнутри, чем занимается фирма на самом деле и в интересах каких групп она действует. Вскоре к их столику подсаживается журналист Родни Хиллиер (Джоэл Марстон), к которому Уолдер испытывает полное доверие. Родни рассказывает, что незадолго до гибели Бейкера встречался с ним, и тот не собирался продавать фирму Макгиннису. Вероятно, Макгиннис рассчитывал, что Алан уже не вернётся из плена, и потому решил завладеть фирмой, однако появление Алана может повредить чьим-то планам. Родни убеждён в том, что Бейкера убили, однако у него нет никаких доказательств, и потому он не обращался по этому поводу в полицию.
На следующее утро Алан приходит к Макгиннису, давая согласие на работу в фирме к немалой радости последнего. Вскоре Макгиннису звонит некто Фред Флетчер, после чего он сразу же выпроваживает Алана из кабинета, поручая своему ассистенту Барни Бонду (Мел Торме) познакомить Алана с работой офиса и показать его кабинет. Алан выясняет у Барни, с которым начинал работать ещё до ухода в армию, что Флетчер является одним из вашингтонских лоббистов, для которого они работают на Среднем Западе. Когда Алан спрашивает, какие конкретно мероприятия проводятся для Флетчера и как они проводятся, Барни просит обратиться по этому вопросу к Макгиннису. Так же не говорит ничего конкретного и секретарша офиса Лоррейн Деннис (Мэрилин Ирл), хотя, как показалась Алану, она хотела чем-то поделиться с ним. После окончания рабочего дня Лоррейн видит, как у Алана случается острый приступ головной боли, после чего она предлагает подвезти его до дома. Они заезжают в гостиницу, где Алан оставил вещи, после чего направляются в пансион.
В пансионе его встречает улыбчивый, общительный Хэл Лодер (Келли Тордсен) и его поначалу неприветливая жена Вивьен (Веда Энн Борг), которая после звонка кому-то по телефону начинает флиртовать с Аланом. Ночью Алана мучают кошмары от пребывания в лагере, усугубляемые шумом от скандала между пьяным Хэлом и Вивьен. Утром Вивьен накрывает Алану завтрак на кухне, и пока он пьёт кофе, незаметно проникает в его комнату и осматривает содержимое карманов его пиджака. Поднявшись в комнату, Алан видит это, после чего Вивьен пытается обнять Алана, говоря, что её привлекает военная форма. В этот момент в комнату заходит Хэл, в ревнивом припадке, набрасываясь на жену. Алан защищает её, что приводит к драке, в которой Алан одерживает верх. После этого инцидента Алан собирает свои вещи и уходит.
На работе Алан пытается выяснить у Барни подробности работы с Флетчером, понимая, что некоторые материалы фирмы основаны на подтасованных данных и предназначены для манипулирования общественным мнением, что, по мнению Алана, недопустимо. Барни объясняет, что он пытается работать по старым методикам фирмы, однако последнее слово во всех делах остаётся за Макгиннисом. В этот момент появляется Макгиннис, который просит Алана не лезть не в свои дела, а сосредоточиться на налаживании отношений с Уолдером, от мнения которого во много зависит положение их фирмы в бизнесе. После ухода Алана Макгиннис поручает Барни ограничить доступ Алана к делам фирмы, и, в частности, не подпускать его к проекту Флетчера. Тем временем Алан снова обращается к Лоррейн с просьбой помочь достать документы по проекту Флетчера, которые, по её словам, хранятся в личном сейфе Макгинниса. Алану удаётся убедить Лоррейн в том, что Макгиннис занимается махинациями результатов опросов в интересах своих клиентов, а также в своём желании вывести его на чистую воду. В конце концов Лоррейн соглашается достать ключи от личного сейфа Макгинниса.
Во время очередной работы в кабинете Макгинниса, пока он выходит в соседнюю комнату, Лоррейн снимает с его связки ключ от сейфа, который передаёт Алану. Перед окончанием рабочего дня Макгиннис заходит к Алану, напоминая ему о важности работы с Уолдером, которому Макгиннис готов предоставить всестороннюю поддержку, если тот будет на его стороне. Они выходят из здания и прощаются, после чего Алан направляется в ресторан напротив, где его ожидает Лоррейн. У Алана начинается очередной приступ головной боли, и он вновь говорит о том, что уедет в Калифорнию, однако перед этим выяснит, кто убил Бейкера. Для начала Алан хочет понять, связана ли эта смерть с переменами с деятельности фирмы, и потому должен изучить проект Флетчера. Появляется Родни Хиллиер, который подтверждает, что у Макгинниса есть алиби на момент убийства Бейкера. Однако для Алана многое начинает проясняться, когда Родни сообщает, что единственными свидетелями гибели Бейкера были Джессап и Лодер. После этого Алан проникает в офис Макгинниса, открывает его сейф и извлекает материалы по делу Флетчера, быстро просматривая их. В этот момент он вынужден спрятаться, услышав, как в кабинет поднимаются Макгиннис и Лодер. Они выкладывают на стол пачки со сфабрикованными письмами в поддержку различных антиправительственных групп, в том числе, комитета против ядерного оружия во главе с Джессапом, который продвигает Флетчер. Из разговора становится ясно, что подделкой подписей на письмах занимается Вивьен Лодер. В этот момент в кабинет заходит Барни, который, как оказывается, подслушал разговор Алана и Лоррейн в ресторане. Он сообщает, что Алан направился в кабинет, после чего Макгиннис, увидев незатушенную сигарету в пепельнице, понимает, что Алан где-то поблизости. В этот момент Алан, который всё слышал, выходит из своего укрытия. Он прямо обвиняет Макгинниса в фабрикации документов и убийстве Бейкера. Макгиннис предлагает Алану долю в бизнесе, и когда тот отказывается, Лодер наставляет на него пистолет, а затем начинает избивать. Алан делает вид, что теряет сознание, слушая, как Макгиннис приказывает избавиться от него, представив дело так, будто во время очередного приступа Алан утопился в реке, сбросившись с моста. Макгиннис оставляет Барни с пистолетом сторожить Алана, а сам вместе с Лодером отправляется на поиски Лоррейн, которая слишком много знает, и потому Макгиннис решил устранить и её. После их ухода Алан, зная, что Барни влюблён в Лоррейн, пытается уговорить его спасти девушку. Барни признаётся, что знает о том, что Бейкера убили по приказу Макгинниса, а также о многих других его преступных делах. Когда Барни теряет концентрацию, Алан отбирает у него оружие. В этот момент Макгиннис и Лодер приводят в кабинет Лоррейн. Направив на них пистолет, Алан набирает номер телефона, однако у него начинается очередной приступ, и он выпускает из рук оружие, которое подхватывают преступники. Макгиннис и Лодер собираются отвезти Алана и Лоррейн на реку, где расправиться с ними. Когда Барни в дверях неожиданно встаёт на защиту Лоррейн, Лодер хладнокровно стреляет в него в упор, после чего они вместе с Макгиннисом сажают Алана и Лоррейн в машину и везут к Мемориалу Линкольну. Тяжело раненому Барни удаётся добраться до телефона и связаться с Уолдером, который вызывает полицию. По городу начинается погоня, которая заканчивается у Мемориала Линкольну, где полицейские машины окружают беглецов. Макгиннис пытается убежать по лестнице Мемориала, однако Алан догоняет его и в ходе дальнейшей драки расправляется с преступником. Полиция арестовывает всех злоумышленников, а Уолдер говорит Алану, что им ещё предстоит поработать вместе. После этого Алан и Лоррейн обнимают и целуют друг друга, и удаляются.

## В ролях
- Дэна Эндрюс — Алан Итон
- Дик Форан — Джим Макгиннис
- Мерили Эрл — Лоррейн Деннис
- Веда Энн Борг — Вивиан Лодер
- Келли Тордсен — Харольд «Хэл» Лодер
- Рой Гордон — сенатор Уолдер
- Джоэл Марстон — Родни Хиллиер
- Деннис Мур — доктор в армии
- Оливер Блейк — доктор Грегори Джессап
- Джанет Брандт — секретарша Уолдера
- Френ Эндрейд — стюардесса TWA
- Мел Торме — Барни Бонд

## Создатели фильма и исполнители главных ролей
Как указывает историк кино Стефани Темз, режиссёрская репутация Жака Турнёра строилась на таких фильмах, как «Люди-кошки» (1942), где он смог напугать зрителей, не показывая на экране монстра, атмосферном «Я гуляла с зомби» (1943) и нуаровом триллере с Робертом Митчемом «Из прошлого» (1947).
Дэна Эндрюс был известен по таким фильмам, как вестерн «Случай в Окс-Боу» (1942), а также фильмам нуар «Лора» (1944), «Бумеранг!» (1947) и «Там, где кончается тротуар» (1950).
Первый раз Эндрюс работал с Турнёром на вестерне «Проход через каньон» (1946), позднее они снова работали вместе на картине «Ночь демона» (1957), которая закрепила за Турнёром репутацию мастера жанра хоррор. Это была третья совместная работа Турнёра и Эндрюса, и именно актёр специально выбрал режиссёра на этот фильм. Как предполагает Темз, «вероятно, Эндрюс сказал продюсеру Мартину Лэнсеру, что будет играть только в том случае, если режиссёром будет Турнёр».
Дик Форан играл в таких популярных фильмах, как «Окаменевший лес» (1936), «Чёрный легион» (1937), «Дом о семи фронтонах» (1940), «Рука мумии» (1940) и «Форт Апачи» (1948).
Фильм стал дебютом в драматическом кино для актёра Мела Торме, который сыграл в серии мюзиклов в 1940-е годы.

## История создания фильма
Как пишет Темз, «идея о том, что коммунисты находятся среди нас, вызывала страх в сердцах американцев в 1950-е годы. Для того, чтобы выкурить коммунистов и остановить распространение предполагаемой пропаганды использовались радикальные меры — от чёрных списков Голливуда до знаменитых слушаний Комитета Сената США по антиамериканской деятельности». По словам критика, «многие фильмы того времени также несли послание против красных. Часто это послание тонко скрывалось за историей фильма. Но во многих случаях, когда борьба с коммунизмом занимала центральное место в сюжете картины, оно было чрезмерным».
Фильм основан на одноимённом романе Дарвина Л. Тейлхета (англ. Darwin L. Teilhet), который был опубликован в 1945 году. По словам Темз, «сценарий осовременил содержание книги, и вместо возвращающегося ветерана Второй мировой войны появляется персонаж Дэны Эндрюса, который возвращается из китайского лагеря для военнопленных после Корейской войны».
Как было отмечено в рецензии журнала «Голливуд Репортер», в романе у персонажа Джима Макниггиса было другое имя, однако оно было изменено на другое, очень напоминающее имя печального известного антикоммуниста, продюсера и сценариста Джеймса К. Макгиннесса, который дал показания на голливудских слушаниях Комитета по антиамериканской деятельности. В рецензии также обращается внимания на внешнее сходство актёра Дика Форана с одним «бывшим футболистом, который стал мощным лоббистом на Пенсильвания-авеню» несколькими годами ранее.
Как утверждает «Голливуд Репортер», «это первый фильм, который рассматривал феномен использования лоббистами опросов общественного мнения и фальсификации данных опросов для оказания давления на публику».
Согласно информации «Голливуд Репортер», фильм снимался на натуре в Вашингтоне.
Как пишет Темз, «это был один из последних фильмов в режиссёрской карьере Турнёра, и, к сожалению, режиссёр остался недоволен результатом. По мнению Турнёра, фильм делался слишком быстро, чтобы воспользоваться актуальностью тематики», или, как сказал Турнёр, «такой восхитительной темой: силой людей, которые контролируют идеи».

## Оценка фильма критикой
После выхода фильма на экраны «Голливуд репортер» был восхищён тем, «что он смело поднял тему коммунистической политической пропаганды в США».
Современные историки рассматривают картину скорее как памятник эпохе антикоммунистической охоты на ведьм. Так, Сандра Бреннан, в частности, отметила, что фильм рассказывает о проникновении коммунистов в вашингтонскую фирму, занимающуюся опросами общественного мнения, которые пытаются использовать результаты опросов «в интересах прокоммунистической пропаганды». Как пишет Бреннан, «чтобы остановить их, ветеран (Эндрюс) начинает сотрудничать с всесторонним расследованием, которое проводит Комиссия Сената США».
Стефани Темз со своей стороны написала, что «этот фильм выделяется как один из самых очевидных фильмов о Красной угрозе». Фильм совершенно ясно выражает самые большие страхи своего времени, в частности, пугая зрителя тем, что «коммунисты могут проникнуть в американскую компанию». Более того, они уже проникли в расположенную в Вашингтоне фирму в области паблик рилейшнс, что ещё более усиливает страх, так как это означает, что «коммунисты прокладывают дорожку к тому, чтобы занять места в американском правительстве». Кроме того, «фильм обыгрывает пугающую мысль о средствах массовой информации, которые ставят своей целью распространение коммунистической пропаганды».
Далее Темз отмечает, что из-за возникшей угрозы «персонаж Эндрюса по ходу фильма постепенно превращается в белого рыцаря антикоммунизма, который не только вычищает свою компанию от вражеских агентов, но и даёт против них показания перед Конгрессом». Однако, как полагает киновед, несмотря на всю актуальность картины, она «осталась бы ничем не приметным фильмом категории В, если бы не режиссёр Жак Турнёр, который был мастером своего дела». Однако, «вне зависимости от того, о чём думал Турнёр, создавая этот фильм, он остался восхитительным памятником своей эпохи. Фильм позволяет вспомнить не столь далёкое время, когда угроза была реальной, а страх и паранойя витали в воздухе».
Деннис Шварц назвал картину «очередным отвратительным пропагандистским фильмом 1950-х годов о Красной угрозе», который «спасает только квалифицированная режиссёрская работа Жака Турнёра. В остальном же фильм сильно загружен бесконечными речами главных персонажей и устаревшим параноидальным взглядом на коммунистов. Он также страдает от нелепого финала на ступенях Мемориала Линкольну, где коммунистические преступники смехотворно получают свою справедливую расплату». По словам Шварца, «финал лишён напряжённости, неожиданности и даже интереса, хотя и смотрится красиво в чёрно-белых цветах». Кроме того, Шварц отмечает игру всех актёров, которые «очень серьёзны». Резюмируя своё мнение, киновед пишет: «Очень грустно от того, что такой гнусный сценарий заполняет экран темой охоты на ведьм, неся послание ложного патриотизма».